# Réti Endre
Réti Endre, születési nevén Reich Endre (Rákospalota, 1911. február 26. – Budapest, 1980. április 6.) orvos, orvostörténész, az orvostudományok kandidátusa (1963).

## Élete
Reich Miklós (1884–1944) értékpapír-kereskedő és Király Stefánia (1887–1944) fiaként született zsidó családban. Középiskolai tanulmányait 1920 és 1928 között az Újpesti Magyar Királyi Állami Könyves Kálmán Reálgimnáziumban végezte. Miután Magyarországon nem vették fel az egyetemre, Olaszországba ment, ahol 1937-ben a Milánói Egyetemen szerzett orvosi oklevelet. A következő évben jelentkezett a spanyol polgárháborúban küzdő nemzetközi brigádba, azonban Párizsban feltartóztatták és a francia–olasz határra toloncolták. Az olaszok visszatoloncolták Franciaországba, ahol ideiglenes tartózkodási engedélyt kapott. Több párizsi kórház belgyógyászati osztályán működött externistaként. 1939-ben felvették a Francia Kommunista Párt magyar szekciójába, illegális pártmunkát végzett. 1942-ben a Párt segítségével visszatért Magyarországra és bekapcsolódott a II. orvoscsoport munkájába, de hamarosan behívták munkaszolgálatra. Kárpátaljáról a fronton keresztül átszökött a már felszabadult Kolozsvárra, ahol 1945 márciusáig az ottani klinikán dolgozott sebészként. Bekapcsolódott a Román Kommunista Párt munkájába. Szülei a holokauszt áldozatai lettek.
1945. augusztus 10-én a Pázmány Péter Tudományegyetem Orvostudományi Karán honosíttatta orvosi oklevelét. 1945-től 1949 júliusáig az orvosszakszervezet funkcionáriusaként dolgozott. A Romániai Magyar Hadifogolybizottság vezetőjeként felkereste a Romániában működő hadifogoly gyűjtőtáborokat, segélyző és egyéb intézményeket, amelyek a hazatérő hadifoglyok jóléti és egyéb érdekeivel foglalkoztak.
Két éven keresztül a Szabolcs Utcai Kórház Belgyógyászati Osztályának externistája, majd három évig üzemorvos volt. 1951-től a Madách téri rendelőintézetet igazgatta.
1951-től 1963-ig a Tudományos Ismeretterjesztő Társulat (TIT) biológiai, majd természettudományi tagozatának és egészségügyi választmányának titkára volt. 1963-ban felkérték – mint tudományos osztályvezetőt – a Semmelweis Orvostudományi Egyetem Könyvtárának vezetésére. 1973. szeptember 15-én nyugalomba vonult, azonban az Egészségügyi Minisztérium hozzájárulásával még a következő év végéig (1974) ellátta – nyugdíjas minőségben – a Könyvtár igazgatását. Nyugdíjasként továbbra is végzett felvilágosító és pártmunkát, és haláláig az Intézet alapszervi párttitkára volt.
1960-ban a Nemzetközi Földrajzi Unió Orvosföldrajzi Bizottsága levelező tagjává választotta. Irányításával alakult meg 1964-ben a Magyar Földrajzi Társaság (MFT) keretében az Orvosföldrajzi Szakosztály, amely 1964 decemberében tartotta első ülését. Az MFT Orvosföldrajzi Szakosztálya 1966-ban jelentette meg először kiadványát, a Geographia Medica Hungaricát, melynek Réti több éven keresztül főszerkesztője volt. 1980 áprilisában bekövetkezett haláláig tevékenyen segítette a Geographia Medica szerkesztését.
Mind az 1958-ban létrejött Szakcsoport, mind az 1966-ban megalakult Orvostörténeti Társaság vezetőségében tisztséget töltött be, 1968 és 1970 között főtitkári, 1970 és 1972 között elnöki, azt követően pedig tiszteleti társelnöki minőségben. Tagja volt az MTA Orvostörténeti Bizottságának is. Számos fontos orvostörténeti tárgyú rendezvény létrehozásában működött közre. 1974-ben a Montpellier-i Egyetem tiszteletbeli doktorává választották. Külföldi kapcsolatainak is szerepe volt abban, hogy ugyanebben az évben Budapest kapta meg a nemzetközi orvostörténelmi kongresszus rendezési jogát.
Közel 200 tudományos közleménye jelent meg hazai és külföldi szaklapokban.
A budapesti Farkasréti temetőben helyezték nyugalomra.

## Díjai, elismerései
- Magyar Köztársasági Érdemérem ezüst fokozata (1948)
- Szocialista Munkáért érdemérem (1955)[3]
- Weszprémi István-emlékérem (1957)
- Szocialista Hazáért érdemrend (1967)
- Szocialista Kultúráért (1967)
- Magyar Partizán Emlékérem
- Médaille Commémorative de la Guerre 1939-1945
- Felszabadulási Emlékérem

## Művei
- A MONE és a magyar összeomlás. (Orvosok Lapja, 1945, 2.)
- Nagy magyar orvosok. Budapest, 1954
- Az orvosföldrajz múltjáról és jelenéről. (Földrajzi Közlemények, 1962)
- Magyar darwinista orvosok. Kandidátusi értekezés. Budapest, 1963
- Balsaráti Vitus János. (Orvosegyetem, 1963)
- A darwinizmus fogalmának fejlődése. (Élővilág, 1963)
- A gyógyító ember. Móra Ferenc Kiadó. Budapest, 1963
- Korányi Frigyes. (Természettudományi Közlöny, 1963)
- A The American Geographical Society of New York orvosföldrajzi térképei. (Orvosi Hetilap, 1964, 10.)
- Van-e orvosi gondolkodás? (Orvosi Hetilap, 1965, 26.)
- Semmelweis Ignác a pesti Orvostanárkari Könyvtár tanárelnöke. (Orvosi Hetilap, 1965, 40.)
- In memoriam – Gortvay György. (Orvosi Hetilap, 1966, 25.)
- Stiller Bertalan (1837–1922). (Orvosi Hetilap, 1967, 29.)
- Korányi Frigyes és a preventív gondolkodás. (Orvosi Hetilap, 1969, 3.)
- A magyar orvosi iskola mesterei. Szerk. Medicina, Budapest, 1969
- Orvosi disszertációk (Budapest, 1973)
- Marat, az orvos-forradalmár. (Orvosi Hetilap, 1973, 22.)
- Haladó ismeretelméleti gondolatok reformkori avatási értekezésekben. (Orvosi Hetilap, 1977, 50.)
- Korányi Frigyes, az ember. (Orvosi Hetilap, 1978, 40.)
- Fischhof doktor, a bécsi szabadsághős. (Orvosi Hetilap, 1979, 10.)